# Heterostegane circumrubata
Heterostegane circumrubata là một loài bướm đêm trong họ Geometridae.